# Cafarnaum (ort)
Cafarnaum är en ort i Brasilien.   Den ligger i kommunen Cafarnaum och delstaten Bahia, i den östra delen av landet, 800 km nordost om huvudstaden Brasília. Cafarnaum ligger 763 meter över havet och antalet invånare är 12 937.
Terrängen runt Cafarnaum är platt åt nordväst, men åt sydost är den kuperad.
Omgivningarna runt Cafarnaum är huvudsakligen savann. Runt Cafarnaum är det glesbefolkat, med 18 invånare per kvadratkilometer.